# Kanotsport vid olympiska sommarspelen 1996
Kanotsport vid olympiska sommarspelen 1996 bestod av 16 tävlingar (12 för herrar och 4 för damer), och var indelad i kanotslalom och sprint. Tidtagningar på 1/1000 började klockas i sprint vid dessa spel.

## Medaljsummering

### Slalom
| Event                   | Guld                                    | Silver                             | Brons                                  |
| Herrar, C-1 Detaljer... | Michal Martikán Slovakien               | Lukáš Pollert Tjeckien             | Patrice Estanguet Frankrike            |
| Herrar, C-2 Detaljer... | Frankrike Frank Adisson Wilfrid Forgues | Tjeckien Jiří Rohan Miroslav Šimek | Tyskland Andre Ehrenberg Michael Senft |
| Herrar, K-1 Detaljer... | Oliver Fix Tyskland                     | Andraž Vehovar Slovenien           | Thomas Becker Tyskland                 |
| Damer, K-1 Detaljer...  | Štěpánka Hilgertová Tjeckien            | Dana Chladek USA                   | Myriam Fox-Jerusalmi Frankrike         |

### Sprint
Herrar
| Event                      | Guld                                                          | Silver                                                          | Brons                                                                       |
| C-1 500 meter Detaljer...  | Martin Doktor Tjeckien                                        | Slavomír Kňazovický Slovakien                                   | Imre Pulai Ungern                                                           |
| C-1 1000 meter Detaljer... | Martin Doktor Tjeckien                                        | Ivans Klementjevs Lettland                                      | György Zala Ungern                                                          |
| C-2 500 meter Detaljer...  | Ungern György Kolonics Csaba Horváth                          | Moldavien Viktor Reneysky Nicolae Juravschi                     | Rumänien Grigore Obreja Gheorghe Andriev                                    |
| C-2 1000 meter Detaljer... | Tyskland Gunar Kirchbach Andreas Dittmer                      | Rumänien Marcel Glavan Antonel Borsan                           | Ungern György Kolonics Csaba Horváth                                        |
| K-1 500 meter Detaljer...  | Antonio Rossi Italien                                         | Knut Holmann Norge                                              | Piotr Markiewicz Polen                                                      |
| K-1 1000 meter Detaljer... | Knut Holmann Norge                                            | Beniamino Bonomi Italien                                        | Clint Robinson Australien                                                   |
| K-2 500 meter Detaljer...  | Tyskland Kay Bluhm Torsten Gutsche                            | Italien Beniamino Bonomi Daniele Scarpa                         | Australien Andrew Trim Daniel Collins                                       |
| K-2 1000 meter Detaljer... | Italien Daniele Scarpa Antonio Rossi                          | Tyskland Kay Bluhm Torsten Gutsche                              | Bulgarien Andrian Dushev Milko Kazanov                                      |
| K-4 1000 meter Detaljer... | Tyskland Thomas Reineck Olaf Winter Detlef Hofmann Mark Zabel | Ungern András Rajna Gábor Horváth Ferenc Csipes Attila Adrovicz | Ryssland Oleg Gorobij Sergej Verlin Georgij Tsybulnikov Anatolij Tisjtjenko |

Damer
| Event                     | Guld                                                               | Silver                                                                  | Brons                                                                   |
| K-1 500 meter Detaljer... | Rita Kőbán Ungern                                                  | Caroline Brunet Kanada                                                  | Josefa Idem Italien                                                     |
| K-2 500 meter Detaljer... | Sverige Susanne Gunnarsson Agneta Andersson                        | Tyskland Birgit Fischer Ramona Portwich                                 | Australien Anna Wood Katrin Borchert                                    |
| K-4 500 meter Detaljer... | Tyskland Anett Schuck Birgit Fischer Manuela Mucke Ramona Portwich | Schweiz Gabi Müller Ingrid Haralamow Sabine Eichenberger Daniela Baumer | Sverige Susanne Rosenqvist Anna Olsson Ingela Ericsson Agneta Andersson |

## Medaljligan
| Pl. | Nation     | Guld | Silver | Brons | Totalt |
| --- | ---------- | ---- | ------ | ----- | ------ |
| 1   | Tyskland   | 5    | 2      | 2     | 9      |
| 2   | Tjeckien   | 3    | 2      | 0     | 5      |
| 3   | Italien    | 2    | 2      | 1     | 5      |
| 4   | Ungern     | 2    | 1      | 3     | 6      |
| 5   | Norge      | 1    | 1      | 0     | 2      |
| 5   | Slovakien  | 1    | 1      | 0     | 2      |
| 7   | Frankrike  | 1    | 0      | 2     | 3      |
| 8   | Sverige    | 1    | 0      | 1     | 2      |
| 9   | Rumänien   | 0    | 1      | 1     | 2      |
| 10  | Kanada     | 0    | 1      | 0     | 1      |
| 10  | Lettland   | 0    | 1      | 0     | 1      |
| 10  | Moldavien  | 0    | 1      | 0     | 1      |
| 10  | Slovenien  | 0    | 1      | 0     | 1      |
| 10  | Schweiz    | 0    | 1      | 0     | 1      |
| 10  | USA        | 0    | 1      | 0     | 1      |
| 16  | Australien | 0    | 0      | 3     | 3      |
| 17  | Bulgarien  | 0    | 0      | 1     | 1      |
| 17  | Polen      | 0    | 0      | 1     | 1      |
| 17  | Ryssland   | 0    | 0      | 1     | 1      |